# 内田翔
内田 翔（うちだ しょう、1987年9月28日 - ）は、日本の元競泳選手。2005年・2009・2011年の世界選手権代表。群馬県榛名町（現・高崎市）出身。群馬県立高崎商業高等学校卒業。2010年3月、法政大学を卒業し、同年4月、群馬ヤクルト販売に入社。現在は講演活動やコメンテーターなどをしている。

## 略歴
- 1987年、ベビースイミングを始める
- 2002年、全国中学選手権400m自由形優勝・200m自由形2位
- 2004年、インターハイで400m・200m自由形の2冠を達成
- 2005年、日本選手権で400ｍ自由形の高校新記録を樹立。ジュニア・パンパシフィックで4種目制覇。世界選手権代表に選出され、200m自由形・400ｍ自由形・800ｍ自由形に出場し、400ｍ自由形と800ｍ自由形で高校新記録を樹立した。インターハイで200m自由形で高校新記録を樹立。大会新記録で泳いだ400m自由形とあわせて2年連続で2冠を達成
- 2008年4月、北京五輪代表選考をかねた日本選手権において、200m自由形で四位以内に入り、800mリレーのメンバーに選出
- 2008年8月、北京五輪では200m自由形は予選で敗退したが、800mフリーリレーでは予選で日本記録を樹立、決勝では7位となった。
- 2009年、世界選手権で200ｍ自由形・800mフリーリレーで決勝でそれぞれ4位入賞。東アジア競技大会では200ｍ自由形・400ｍ自由形で銀メダルを獲得し、400ｍフリーリレー・800ｍフリーリレーで金メダルを獲得した。
- 2012年4月、ロンドン五輪代表選考をかねた日本選手権で代表入りを逃し、その後現役引退を表明。

## 自己ベスト
| 泳法   | 距離 | 水路   | 記録      | 樹立日        | 大会名                       | 備考 |
| ------ | ---- | ------ | --------- | ------------- | ---------------------------- | ---- |
| 自由形 | 200m | 長水路 | 1分45秒24 | 2009年7月28日 | ローマ世界水泳選手権         |      |
| 自由形 | 400m | 長水路 | 3分46秒83 | 2009年4月18日 | 第85回日本選手権水泳競技大会 |      |